# Отегенколь
Отегенколь (каз. Өтегенкөл) — озеро в городской администрации Рудный Костанайской области Казахстана. Находится в 13 км к востоку от посёлка Костычевский и на юге поселка Качар.
По данным топографической съёмки 1943 года, площадь поверхности озера составляет 5,1 км². Наибольшая длина озера — 2,7 км, наибольшая ширина — 2,3 км. Длина береговой линии составляет 8,3 км, развитие береговой линии — 1,02. Озеро расположено на высоте 193 м над уровнем моря.